# Дихлорпроп
Дихлорпроп — хлорфеноксиловый гербицид, похожий по структуре на 2,4-Д, применяется для уничтожения однолетних и многолетних широколиственных сорняков. Является компонентом многих средств уничтожения сорняков. В США ежегодно используются около 4 млн. фунтов дихлопропа.

## Химия
Дихлорпроп имеет один асимметричный атом углерода и поэтому является хиральной молекулой, однако только R-изомер обладает гербицидной активностью. Когда дихлорпроп впервые попал на рынок в 1960-х годах, он продавался в виде рацемической смеси из стереоизомеров, но с тех пор достижениям в области асимметрического синтеза сделали возможным производство одного энантиомера соединения. Сегодня, только R-дихлорпроп (также называемый дихлорпроп-p или 2,4-ДП-п) и его производные продаются в качестве пестицидов в США.
Дихлорпроп является карбоновой кислоты, и как родственные гербициды со свободными карбоксильными группами, он часто продается в виде солей или сложных эфиров. В настоящее время 2-этилгексанольный эфир используется в коммерческих целях. Когда-то были популярны бутоксиэтиловый и изооктиловые эфиры, но их использование больше не одобрено для сельскохозяйственного. Дихлорпроп также доступен в виде диметиламиновой идиэтаноламиновой соли.
Согласно Агентству по охране окружающей среды США «предполагается, что 2,4-ДП-p повышает пластичность клеточной стенки, усиливает биосинтез белков и синтез этилена. Аномальное усиление этих процессов приводят к аномальному и чрезмерному делению клеток и росту, повреждениям сосудистой ткани. Наиболее чувствительными тканями являются те, в которых происходит активное деление клеток и рост».

## Последствия для здоровья
EPA оценивает токсичность дихлорпропа при приёме внутрь как «незначительную» на основе ЛД50 для крыс 537 мг/кг, а его производные являются даже менее токсичными. Тем не менее, этот препарат считается сильным ирритантом глаз. Есть опасение, что хлорфенокси-гербициды, включая дихлорпроп, могут вызвать рак, а в 1987 году Международное Агентство по изучению рака (МАИР) отнесло данный класс соединений к группе 2B (возможно канцерогенные для человека вещества). ЕРА классифицирует R-изомер как «маловероятно канцерогенный для человека».
Дихлорпроп в токсической концентрации действует в основном на центральную и периферическую нервную систему, также не исключены долгосрочные последствия, оказываемые на запасы жира в теле и мозг. Рацемический дихлорпроп имеет значительно более высокую токсичность (оральная ЛД50 для крыс 344 мг/кг массы тела) в виде чистой (R)-форме (825 мг/кг).

## Внешние ссылки
- Alanwood.net: Dichlorprop